# بوخوفسکا پلانینا
بوخوفسکا پلانینا (به لاتین: Bohovska planina) یک کوه در صربستان و بلغارستان است. بوخوفسکا پلانینا ۱٬۳۱۸ متر بالاتر از سطح دریا واقع شده‌است.